# Venezuela nos Jogos Olímpicos de Verão de 2008
A Venezuela competiu nos Jogos Olímpicos de Verão de 2008, em Pequim, na China.

## Medalhistas
| Atleta          | Esporte   | Evento             | Medalha |
| --------------- | --------- | ------------------ | ------- |
| Dalia Contreras | Taekwondo | Até 49 kg feminino | Bronze  |

## Desempenho

### Atletismo
Masculino
| Atletas           | Evento     | Preliminares | Preliminares | Quartas     | Quartas     | Semifinal   | Semifinal   | Final         | Final         |
| Atletas           | Evento     | Marca        | Posição      | Marca       | Posição     | Marca       | Posição     | Marca         | Posição       |
| ----------------- | ---------- | ------------ | ------------ | ----------- | ----------- | ----------- | ----------- | ------------- | ------------- |
| José Acevedo      | 200 metros | 21s06        | 42º          | Não avançou | Não avançou | Não avançou | Não avançou | Não avançou   | Não avançou   |
| Eduard Villanueva | 800 metros | 1m47s64      | 33º          |             |             | Não avançou | Não avançou | Não avançou   | Não avançou   |
| Luis Fonseca      | Maratona   |              |              |             |             |             |             | Não completou | Não completou |

Feminino
| Atletas        | Evento               | Preliminares | Preliminares | Quartas     | Quartas     | Semifinal   | Semifinal   | Final       | Final       |
| Atletas        | Evento               | Marca        | Posição      | Marca       | Posição     | Marca       | Posição     | Marca       | Posição     |
| -------------- | -------------------- | ------------ | ------------ | ----------- | ----------- | ----------- | ----------- | ----------- | ----------- |
| María González | Arremesso de martelo | 50,51m       | 48º          | Não avançou | Não avançou | Não avançou | Não avançou | Não avançou | Não avançou |

### Boxe
A Venezuela qualificou seis boxeadores para o torneio olímpico de boxe. Héctor Manzanilla e Alfonso Blanco obtiveram suas vagas no campeonato mundial de 2007. Eduard Bermudez, Jhonny Sánchez, e Luis González classificaram-se no primeiro torneio qualificatório das Américas. José Payares foi o último a se classificar, obtendo a vaga no segundo torneio qualificatório do continente.
| Atleta            | Evento                  | Fase de 32               | Fase de 16                | Quartas                      | Semifinais             | Final                  |
| Atleta            | Evento                  | Adversário e resultado   | Adversário e resultado    | Adversário e resultado       | Adversário e resultado | Adversário e resultado |
| ----------------- | ----------------------- | ------------------------ | ------------------------- | ---------------------------- | ---------------------- | ---------------------- |
| Eduard Bermúdez   | Peso mosca-ligeiro      | CHN Zou S. D PTS 2:11    | Não avançou               | Não avançou                  | Não avançou            | Não avançou            |
| Héctor Manzanilla | Peso galo               | GHA I. Samir V PTS 13:10 | KOR Han S-C. V PTS 17:6   | MRI B. Julie D PTS 9:13      | Não avançou            | Não avançou            |
| Jonny Sánchez     | Peso meio-médio-ligeiro |                          | KAZ S. Sapiyev D PTS 3:22 | Não avançou                  | Não avançou            | Não avançou            |
| Alfonso Blanco    | Peso médio              |                          | DOM A. Núñez V PTS 18:7   | IRL D. Sutherland D PTS 1:11 | Não avançou            | Não avançou            |
| Luis González     | Peso meio-pesado        |                          | HUN I. Szellő D RSC       | Não avançou                  | Não avançou            | Não avançou            |
| José Payares      | Peso superpesado        |                          | ALG N. Ouatah D PTS 5:7   | Não avançou                  | Não avançou            | Não avançou            |

### Canoagem de velocidade
Masculino
| Atleta                                | Evento    | Preliminar | Preliminar | Semifinais | Semifinais | Final       | Final       |
| Atleta                                | Evento    | Tempo      | Posição    | Tempo      | Posição    | Tempo       | Posição     |
| ------------------------------------- | --------- | ---------- | ---------- | ---------- | ---------- | ----------- | ----------- |
| Gabriel Rodríguez José Giovanni Ramos | K-2 500 m | 1m34s220   | 8º         | 1m37s285   | 9º         | Não avançou | Não avançou |

Feminino
| Atleta           | Evento    | Preliminar | Preliminar | Semifinais | Semifinais | Final       | Final       |
| Atleta           | Evento    | Tempo      | Posição    | Tempo      | Posição    | Tempo       | Posição     |
| ---------------- | --------- | ---------- | ---------- | ---------- | ---------- | ----------- | ----------- |
| Zulmarys Sánchez | K-1 500 m | 1m57s728   | 7º         | 2m02s764   | 9º         | Não avançou | Não avançou |

### Ciclismo BMX
A Venezuela enviou um ciclista para competir na modalidade BMX, o ex-campeão mundial Jonathan "Mosquito" Suárez.
Masculino
| Atleta          | Evento     | Qualificatória | Qualificatória | Quartas | Quartas | Semifinal   | Semifinal   | Final       | Final       |
| Atleta          | Evento     | Tempo          | Posição        | Pontos  | Posição | Pontos      | Posição     | Pontos      | Posição     |
| --------------- | ---------- | -------------- | -------------- | ------- | ------- | ----------- | ----------- | ----------- | ----------- |
| Jonathan Suárez | Individual | 36,325         | 8º             | 17      | 5º      | Não avançou | Não avançou | Não avançou | Não avançou |

### Ciclismo de estrada
Masculino
| Atleta            | Evento             | Final              | Final   |
| Atleta            | Evento             | Tempo              | Posição |
| ----------------- | ------------------ | ------------------ | ------- |
| Jackson Rodríguez | Corrida em estrada | 6h26m17s (+ 2m28s) | 29º     |

Feminino
| Atleta          | Evento             | Final               | Final   |
| Atleta          | Evento             | Tempo               | Posição |
| --------------- | ------------------ | ------------------- | ------- |
| Danielys García | Corrida em estrada | 3h43m25s (+ 11m01s) | 54º     |
| Angie González  | Corrida em estrada | 3h43m25s (+ 11m01s) | 57º     |

### Esgrima
Masculino
| Atleta                                                           | Evento             | Fase de 64                | Fase de 32               | Fase de 16             | Quartas de final       | Semifinais                                          | Final                                     |
| Atleta                                                           | Evento             | Adversário e resultado    | Adversário e resultado   | Adversário e resultado | Adversário e resultado | Adversário e resultado                              | Adversário e resultado                    |
| ---------------------------------------------------------------- | ------------------ | ------------------------- | ------------------------ | ---------------------- | ---------------------- | --------------------------------------------------- | ----------------------------------------- |
| Silvio Fernández                                                 | Espada individual  |                           | CHI P. Inostroza V 15-11 | HUN G. Boczko D 9-15   | Não avançou            | Não avançou                                         | Não avançou                               |
| Rubén Limardo                                                    | Espada individual  |                           | UKR D. Chumak D 13-15    | Não avançou            | Não avançou            | Não avançou                                         | Não avançou                               |
| Wolfgang Mejías                                                  | Espada individual  | NOR S. Torkildsen D 11-12 | Não avançou              | Não avançou            | Não avançou            | Não avançou                                         | Não avançou                               |
| Carlos Bravo                                                     | Sabre individual   | POL M. Koniusz D 10-15    | Não avançou              | Não avançou            | Não avançou            | Não avançou                                         | Não avançou                               |
| Silvio Fernández Francisco Limardo Rubén Limardo Wolfgang Mejías | Espada por equipes |                           |                          |                        | FRA França D 33-45     | Classificação 5º-8º lugar KOR Coreia do Sul V 45-38 | Disputa pelo 5º lugar HUN Hungria D 25-40 |

Feminino
| Atleta            | Evento             | Fase de 64             | Fase de 32             | Fase de 16             | Quartas de final       | Semifinais             | Final                  |
| Atleta            | Evento             | Adversário e resultado | Adversário e resultado | Adversário e resultado | Adversário e resultado | Adversário e resultado | Adversário e resultado |
| ----------------- | ------------------ | ---------------------- | ---------------------- | ---------------------- | ---------------------- | ---------------------- | ---------------------- |
| María Martínez    | Espada individual  |                        | SUI S. Lamon D 9-15    | Não avançou            | Não avançou            | Não avançou            | Não avançou            |
| Alejandra Benítez | Sabre individual   |                        | POL B. Jóźwiak D 11-15 | Não avançou            | Não avançou            | Não avançou            | Não avançou            |
| Mariana González  | Florete individual |                        | HUN G. Varga D 2-15    | Não avançou            | Não avançou            | Não avançou            | Não avançou            |

### Ginástica artística
Masculino
| Atleta            | Evento           | Aparelho | Aparelho | Aparelho       | Aparelho | Aparelho       | Aparelho  | Qualificação | Qualificação | Final  | Final |
| Atleta            | Evento           | Salto    | Solo     | Cav. com alças | Argolas  | Bar. paralelas | Bar. fixa | Total        | Pos.         | Total  | Pos.  |
| ----------------- | ---------------- | -------- | -------- | -------------- | -------- | -------------- | --------- | ------------ | ------------ | ------ | ----- |
| José Luis Fuentes | Individual geral | 15,675   | 14,150   | 15,525         | 14,850   | 15,375         | 14,750    | 90,325       | 15º          | 86,300 | 22º   |
| José Luis Fuentes | Cavalo com alças |          |          |                |          |                |           |              |              | 14,650 | 8º    |

Feminino
| Atleta        | Evento           | Aparelho | Aparelho | Aparelho          | Aparelho | Qualificação | Qualificação | Final       | Final       |
| Atleta        | Evento           | Salto    | Solo     | Bar. assimétricas | Trave    | Total        | Pos.         | Total       | Pos.        |
| ------------- | ---------------- | -------- | -------- | ----------------- | -------- | ------------ | ------------ | ----------- | ----------- |
| Jessica López | Individual geral | 14,375   | 13,450   | 13,800            | 14,050   | 56,175       | 43º          | Não avançou | Não avançou |

### Halterofilismo
Masculino
| Atleta            | Evento | Arranque (kg) | Arremesso (kg) | Total (kg)    | Posição       |
| ----------------- | ------ | ------------- | -------------- | ------------- | ------------- |
| Israel José Rubio | -69kg  | 139,0         | 167,0          | 303,0         | 13º           |
| José Ocando       | -77kg  | 140,0         | 182,0          | 322,0         | 17º           |
| Octavio Mejías    | -77kg  | 140,0         | Não completou  | Não completou | Não completou |
| Herbys Márquez    | -85kg  | Não completou | Não completou  | Não completou | Não completou |

Feminino
| Atleta            | Evento | Arranque (kg) | Arremesso (kg) | Total (kg)    | Posição       |
| ----------------- | ------ | ------------- | -------------- | ------------- | ------------- |
| Judith Chacón     | -53kg  | 80,0          | 101,0          | 181,0         | 9º            |
| Solenny Villasmil | -63kg  | 90,0          | 115,0          | 205,0         | 13º           |
| Iriner Jiménez    | -69kg  | 90,0          | Não completou  | Não completou | Não completou |

### Hipismo
| Pablo Barrios | Sinatra | Saltos individual | 9 | 52º | 14 | 23 | 50º | 20 | 43 | 44º | Não avançou | Não avançou | Não avançou | Não avançou | Não avançou | Não avançou | Não avançou | Não avançou | Não avançou |

### Judô
Masculino
| Atleta          | Evento  | Preliminares              | Fase de 32                | Fase de 16                         | Quartas                   | Semifinais             | Repescagem             | Repescagem              | Repescagem             | Final                  | Final       |
| Atleta          | Evento  | Preliminares              | Fase de 32                | Fase de 16                         | Quartas                   | Semifinais             | 1ª fase                | Quartas                 | Semifinais             | Final                  | Final       |
| Atleta          | Evento  | Adversário e resultado    | Adversário e resultado    | Adversário e resultado             | Adversário e resultado    | Adversário e resultado | Adversário e resultado | Adversário e resultado  | Adversário e resultado | Adversário e resultado | Pos.        |
| --------------- | ------- | ------------------------- | ------------------------- | ---------------------------------- | ------------------------- | ---------------------- | ---------------------- | ----------------------- | ---------------------- | ---------------------- | ----------- |
| Javier Guédez   | -60 kg  |                           | LTU A. Techov V 1000-0000 | USA T. Williams-Murray V 1000-0000 | NED R. Houkes D 0001-0010 |                        |                        | CAN F. Will D 0000-1000 | Não avançou            | Não avançou            | Não avançou |
| Ludwig Ortíz    | -66 kg  | POR P. Dias D 0001-0010   | Não avançou               | Não avançou                        | Não avançou               | Não avançou            | Não avançou            | Não avançou             | Não avançou            | Não avançou            | Não avançou |
| Richard León    | -73 kg  | CHN Si R. D 0000-0001     | Não avançou               | Não avançou                        | Não avançou               | Não avançou            | Não avançou            | Não avançou             | Não avançou            | Não avançou            | Não avançou |
| José Camacho    | -90 kg  |                           | UKR V. Grekov V 1000-0000 | BRA E. Santos D 0000-1000          | Não avançou               | Não avançou            | Não avançou            | Não avançou             | Não avançou            | Não avançou            | Não avançou |
| Albenis Rosales | -100 kg | KOR Jang S-H. D 0001-1010 | Não avançou               | Não avançou                        | Não avançou               | Não avançou            | Não avançou            | Não avançou             | Não avançou            | Não avançou            | Não avançou |

Feminino
| Atleta         | Evento | Preliminares            | Fase de 32                  | Fase de 16             | Quartas                | Semifinais             | Repescagem                | Repescagem                  | Repescagem               | Final                  | Final       |
| Atleta         | Evento | Preliminares            | Fase de 32                  | Fase de 16             | Quartas                | Semifinais             | 1ª fase                   | Quartas                     | Semifinais               | Final                  | Final       |
| Atleta         | Evento | Adversário e resultado  | Adversário e resultado      | Adversário e resultado | Adversário e resultado | Adversário e resultado | Adversário e resultado    | Adversário e resultado      | Adversário e resultado   | Adversário e resultado | Pos.        |
| -------------- | ------ | ----------------------- | --------------------------- | ---------------------- | ---------------------- | ---------------------- | ------------------------- | --------------------------- | ------------------------ | ---------------------- | ----------- |
| Flor Velázquez | -52 kg |                         | PRK An K-A. D 0001-1000     |                        |                        |                        | CUB Y. Mestre V 0001-0000 | KAZ S. Kaliyeva D 0000-0010 | Não avançou              | Não avançou            | Não avançou |
| Ysis Barreto   | -63 kg | SEN C. Hane V 1012-0000 | JPN A. Tanimoto D 0000-1000 |                        |                        |                        |                           | CUB Kong J-Y. V 1001-0100   | AUT C. Heill D 0001-0030 | Não avançou            | Não avançou |

### Lutas
Livre masculino
| Atleta       | Evento | Preliminar             | Oitavas de final          | Quartas de final       | Semifinal              | Repescagem 1ª rodada   | Repescagem 2ª rodada      | Final                  |
| Atleta       | Evento | Adversário e resultado | Adversário e resultado    | Adversário e resultado | Adversário e resultado | Adversário e resultado | Adversário e resultado    | Adversário e resultado |
| ------------ | ------ | ---------------------- | ------------------------- | ---------------------- | ---------------------- | ---------------------- | ------------------------- | ---------------------- |
| Luis Vivenez | -96 kg |                        | KAZ T. Tigiyev D 0-6, 0-3 |                        |                        |                        | CUB M. Batista D 1-1, 0-2 | Não avançou            |

Livre feminino
| Atleta         | Evento | Preliminar             | Oitavas de final               | Quartas de final       | Semifinal              | Repescagem 1ª rodada   | Repescagem 2ª rodada   | Final                  |
| Atleta         | Evento | Adversário e resultado | Adversário e resultado         | Adversário e resultado | Adversário e resultado | Adversário e resultado | Adversário e resultado | Adversário e resultado |
| -------------- | ------ | ---------------------- | ------------------------------ | ---------------------- | ---------------------- | ---------------------- | ---------------------- | ---------------------- |
| Mayelis Caripa | -48 kg |                        | FRA V. Boubryemm D 0-1, 0-1    | Não avançou            | Não avançou            | Não avançou            | Não avançou            | Não avançou            |
| Marcia Andrade | -55 kg |                        | ROU L. Cristea D 1-0, 3-3, 3-3 | Não avançou            | Não avançou            | Não avançou            | Não avançou            | Não avançou            |

### Natação
Masculino
| Atleta(s)          | Evento          | Eliminatórias | Eliminatórias | Semifinal   | Semifinal   | Final       | Final       |
| Atleta(s)          | Evento          | Tempo         | Posição       | Tempo       | Posição     | Tempo       | Posição     |
| ------------------ | --------------- | ------------- | ------------- | ----------- | ----------- | ----------- | ----------- |
| Jonathan Camacho   | 50 m livre      | 22s87         | 47º           | Não avançou | Não avançou | Não avançou | Não avançou |
| Crox Acuña         | 200 m livre     | 1m50s52       | 42º           | Não avançou | Não avançou | Não avançou | Não avançou |
| Daniele Tirabassi  | 400 m livre     | 3m53s26       | 31º           | Não avançou | Não avançou | Não avançou | Não avançou |
| Ricardo Monasterio | 1500 m livre    | 15m48s98      | 38º           |             |             | Não avançou | Não avançou |
| Albert Subirats    | 100 m livre     | 48s97         | 21º           | Não avançou | Não avançou | Não avançou | Não avançou |
| Albert Subirats    | 100 m borboleta | 51s71         | 8º            | 51s82       | 11º         | Não avançou | Não avançou |
| Octavio Alesi      | 100 m borboleta | 53s58         | 38º           | Não avançou | Não avançou | Não avançou | Não avançou |
| Alexis Márquez     | 200 m borboleta | 2m01s25       | 38º           | Não avançou | Não avançou | Não avançou | Não avançou |
| Leopoldo Andara    | 200 m peito     | 2m17s77       | 50º           | Não avançou | Não avançou | Não avançou | Não avançou |
| Leopoldo Andara    | 200 m medley    | 2m05s71       | 43º           | Não avançou | Não avançou | Não avançou | Não avançou |
| Erwin Maldonado    | Maratona 10 km  |               |               |             |             | 1h52m13s6   | 10º         |

Feminino
| Atleta(s)      | Evento         | Eliminatórias | Eliminatórias | Semifinal   | Semifinal   | Final       | Final       |
| Atleta(s)      | Evento         | Tempo         | Posição       | Tempo       | Posição     | Tempo       | Posição     |
| -------------- | -------------- | ------------- | ------------- | ----------- | ----------- | ----------- | ----------- |
| Arlene Semeco  | 50 m livre     | 24s98         | 10º           | 20s05       | 15º         | Não avançou | Não avançou |
| Arlene Semeco  | 100 m livre    | 55s70         | 30º           | Não avançou | Não avançou | Não avançou | Não avançou |
| Yanel Pinto    | 400 m livre    | 4m18s09       | 32º           | Não avançou | Não avançou | Não avançou | Não avançou |
| Erin Volcán    | 100 m costas   | 1m03s90       | 42º           | Não avançou | Não avançou | Não avançou | Não avançou |
| Erin Volcán    | 200 m costas   | 2m15s58       | 32º           | Não avançou | Não avançou | Não avançou | Não avançou |
| Andreina Pinto | 800 m livre    | 8m30s30       | 24º           |             |             | Não avançou | Não avançou |
| Andreina Pinto | Maratona 10 km |               |               |             |             | 1h59m40s0   | 9º          |

### Remo
Masculino
| Equipe           | Evento        | Eliminatórias | Eliminatórias | Repescagem | Repescagem | Quartas | Quartas | Semifinal | Semifinal | Final   | Final                |
| Equipe           | Evento        | Tempo         | Posição       | Tempo      | Posição    | Tempo   | Posição | Tempo     | Posição   | Tempo   | Posição (Pos. final) |
| ---------------- | ------------- | ------------- | ------------- | ---------- | ---------- | ------- | ------- | --------- | --------- | ------- | -------------------- |
| Dhison Hernández | Skiff simples | 7m54s52       | 5º S E/F      |            |            |         |         | 7m18s85   | 1º FE     | 7m05s12 | 1º (24º)             |

### Saltos ornamentais
Masculino
| Atletas      | Evento                   | Preliminares | Preliminares | Semifinal   | Semifinal   | Final       | Final       |
| Atletas      | Evento                   | Pontos       | Posição      | Pontos      | Posição     | Pontos      | Posição     |
| ------------ | ------------------------ | ------------ | ------------ | ----------- | ----------- | ----------- | ----------- |
| Ramón Fumadó | Trampolim 3 m individual | 419,05       | 21º          | Não avançou | Não avançou | Não avançou | Não avançou |

### Softbol
Feminino
| Equipe | Primeira fase | Primeira fase | Semifinal              | Final                  | Pos. |
| Equipe | Adversário e resultado | Pos.          | Adversário e resultado | Adversário e resultado | Pos. |
| --- | --- | ------------- | ---------------------- | ---------------------- | ---- |
| Denisse Fuenmayor Geraldine Puertas Jineth Pimentel Johana Gómez María Soto Marianella Castellanos Maules Rodríguez Mileinis Graterol Rubelina Rojas Yaicel Sojo Yurubi Alicart Yusmari Pérez Zuleima Cirimelle | USA Estados Unidos D 0-11 CHN China D 1-7 TPE Taipé Chinês D 0-3 NED Países Baixos V 8-0 CAN Canadá V 2-0 JPN Japão D 2-5 AUS Austrália D 2-9 | 7º            | Não avançou            | Não avançou            | 7º   |

### Taekwondo
Masculino
| Atleta         | Evento | Preliminares           | Quartas                | Semifinais             | Repescagem             | Final                  | Posição     |
| Atleta         | Evento | Adversário e resultado | Adversário e resultado | Adversário e resultado | Adversário e resultado | Adversário e resultado | Posição     |
| -------------- | ------ | ---------------------- | ---------------------- | ---------------------- | ---------------------- | ---------------------- | ----------- |
| Carlos Vásquez | -80kg  | GAB L. Baguissi V 5-0  | GBR A. Cook D 2-5      | Não avançou            | Não avançou            | Não avançou            | Não avançou |
| Juan Díaz      | +80kg  | MAR A. Zrouri D KO     | Não avançou            | Não avançou            | Não avançou            | Não avançou            | Não avançou |

Feminino
| Atleta          | Evento | Preliminares           | Quartas                | Semifinais                  | Repescagem             | Final                                    | Posição           |
| Atleta          | Evento | Adversário e resultado | Adversário e resultado | Adversário e resultado      | Adversário e resultado | Adversário e resultado                   | Posição           |
| --------------- | ------ | ---------------------- | ---------------------- | --------------------------- | ---------------------- | ---------------------------------------- | ----------------- |
| Dalia Contreras | -49kg  | GER S. Gulec V 4-2     | USA C. Craig V 3-2     | THA B. Puedpong D 2-2 (SUP) |                        | Disputa pelo bronze: KEN M. Alango V 1-0 | Medalha de bronze |
| Adriana Carmona | +67kg  | CHN Chen Z. D 1-3      | Não avançou            | Não avançou                 | Não avançou            | Não avançou                              | Não avançou       |

### Tênis
Feminino
| Atleta           | Evento  | Fase de 64                        | Fase de 32             | Fase de 16             | Quartas                | Semifinais             | Final                  | Final       |
| Atleta           | Evento  | Adversário e resultado            | Adversário e resultado | Adversário e resultado | Adversário e resultado | Adversário e resultado | Adversário e resultado | Posição     |
| ---------------- | ------- | --------------------------------- | ---------------------- | ---------------------- | ---------------------- | ---------------------- | ---------------------- | ----------- |
| Milagros Sequera | Simples | UKR A. Bondarenko D 3-6, 0-1, ab. | Não avançou            | Não avançou            | Não avançou            | Não avançou            | Não avançou            | Não avançou |

### Tênis de mesa
Feminino
| Atleta        | Evento  | Preliminar                                          | Rodada 1                                      | Rodada 2               | Rodada 3               | Rodada 4               | Quartas                | Semifinal              | Final                  |
| Atleta        | Evento  | Adversário e resultado                              | Adversário e resultado                        | Adversário e resultado | Adversário e resultado | Adversário e resultado | Adversário e resultado | Adversário e resultado | Adversário e resultado |
| ------------- | ------- | --------------------------------------------------- | --------------------------------------------- | ---------------------- | ---------------------- | ---------------------- | ---------------------- | ---------------------- | ---------------------- |
| Fabiola Ramos | Simples | CAN J. Long V 4 - 1 (5-11, 16-14, 11-8, 11-7, 11-9) | PRK Kim M-Y. D 0 - 4 (7-11, 7-11, 7-11, 7-11) | Não avançou            | Não avançou            | Não avançou            | Não avançou            | Não avançou            | Não avançou            |

### Tiro
Feminino
| Atleta         | Evento                 | Qualificação | Qualificação | Final       | Final       | Posição |
| Atleta         | Evento                 | Placar       | Posição      | Placar      | Total       | Posição |
| -------------- | ---------------------- | ------------ | ------------ | ----------- | ----------- | ------- |
| Diliana Méndez | Carabina de ar 10 m    | 386          | 43º          | Não avançou | Não avançou | 43º     |
| Diliana Méndez | Carabina três posições | 568          | 39º          | Não avançou | Não avançou | 39º     |

### Tiro com arco
A Venezuela classificou apenas a arqueira Leydis Brito às Olimpíadas.
Feminino
| Atleta       | Evento     | Fase de Ranking | Fase de Ranking | Fase de 64                | Fase de 32                      | Oitavas                | Quartas                | Semifinais             | Final                  | Final       |
| Atleta       | Evento     | Placar          | Chave           | Adversário e resultado    | Adversário e resultado          | Adversário e resultado | Adversário e resultado | Adversário e resultado | Adversário e resultado | Posição     |
| ------------ | ---------- | --------------- | --------------- | ------------------------- | ------------------------------- | ---------------------- | ---------------------- | ---------------------- | ---------------------- | ----------- |
| Leydis Brito | Individual | 628             | 36              | TPE Wu H-J. (29) V 104-98 | GEO K. Narimanidze (4) D 98-111 | Não avançou            | Não avançou            | Não avançou            | Não avançou            | Não avançou |

### Vela
Masculino
| Atleta           | Evento | Regata | Regata | Regata | Regata | Regata | Regata | Regata | Regata | Regata | Regata | Regata  | Pontos | Posição |
| Atleta           | Evento | 1      | 2      | 3      | 4      | 5      | 6      | 7      | 8      | 9      | 10     | M       | Pontos | Posição |
| ---------------- | ------ | ------ | ------ | ------ | ------ | ------ | ------ | ------ | ------ | ------ | ------ | ------- | ------ | ------- |
| Carlos Flores    | RS:X   | 32     | 33     | 33     | 35     | 21     | 22     | 27     | 28     | 5      | 22     | 14      | 232    | 29º     |
| José Miguel Ruiz | Laser  | 39     | 40     | 23     | 29     | 40     | 29     | 33     | 32     | 24     |        | Não av. | 249    | 39º     |

Misto
| Atleta        | Evento | Regata | Regata | Regata | Regata | Regata | Regata | Regata | Regata | Regata  | Pontos | Posição |
| Atleta        | Evento | 1      | 2      | 3      | 4      | 5      | 6      | 7      | 8      | M       | Pontos | Posição |
| ------------- | ------ | ------ | ------ | ------ | ------ | ------ | ------ | ------ | ------ | ------- | ------ | ------- |
| Jhonny Bilbao | Finn   | 26     | 12     | 25     | 23     | 26     | 25     | 20     | 18     | Não av. | 175    | 26º     |

### Voleibol
Masculino
| Equipe | Fase de Grupos | Fase de Grupos | Quartas de final       | Semifinal              | Final                  | Pos. |
| Equipe | Adversário e resultado | Pos.           | Adversário e resultado | Adversário e resultado | Adversário e resultado | Pos. |
| --- | --- | -------------- | ---------------------- | ---------------------- | ---------------------- | ---- |
| Andy Rojas Carlos Tejeda Ernando Gómez Freddy Cedeno Iván Márquez Joel Silva Jorge Silva Juan Carlos Blanco Luis Díaz Rodman Valera Ronald Méndez Carlos Luna | USA Estados Unidos D 2 - 3 (18-25; 18-25; 25-22; 25-21; 10-15) CHN China D 2 - 3 (21-25; 25-21; 25-16; 21-25; 14-16) ITA Itália D 0 - 3 (20-25; 20-25; 21-25) JPN Japão V 3 - 0 (25-23; 25-21; 25-23) BUL Bulgária D 1 - 3 (25-23; 19-25; 16-25; 22-25) | 5º (Gr. A)     | Não avançou            | Não avançou            | Não avançou            | 9º   |

Feminino
| Equipe | Fase de Grupos | Fase de Grupos | Quartas de final       | Semifinal              | Final                  | Pos. |
| Equipe | Adversário e resultado | Pos.           | Adversário e resultado | Adversário e resultado | Adversário e resultado | Pos. |
| --- | --- | -------------- | ---------------------- | ---------------------- | ---------------------- | ---- |
| Aleoscar Blanco Daymaris Brito Desiree Glod Genesis Franchesco Geraldine Quijada Jayce Andrade Amarilis Villar María José Pérez María Valero Roslandi Acosta Shirley Florian Yessica Paz | CHN China D 0 - 3 (13-25; 13-25; 18-25) JPN Japão D 0 - 3 (12-25; 17-25; 12-25) USA Estados Unidos D 1 - 3 (17-25; 25-20; 14-25; 18-25) POL Polônia D 0 - 3 (12-25; 12-25; 20-25) CUB Cuba D 0 - 3 (20-25; 20-25; 19-25) | 6º (Gr. A)     | Não avançou            | Não avançou            | Não avançou            |      |

### Remo
| S | Classificado(a) para as semifinais |    |                        | FA | Final A (disputa de medalhas) |  |  | FD | Final D (sem medalhas) |
| Q | Classificado(a) para as quartas    | FB | Final B (sem medalhas) | FE | Final E (sem medalhas)        |  |  |    |                        |
| R | Classificado(a) para a repescagem  | FC | Final C (sem medalhas) | FF | Final F (sem medalhas)        |  |  |    |                        |

### Vela
| M   | Regata da Medalha da qual só participam os dez primeiros colocados das regatas anteriores  |  |  | CAN | Regata cancelada |
| BFD | Desclassificado por bandeira preta (Black Flag Disqualified)                               |  |  |     |                  |
| UFD | Desclassificado por bandeira "U" (U Flag Disqualified)                                     |  |  |     |                  |
| OCS | Largada queimada (On the Course Side of the starting line)                                 |  |  |     |                  |
| DNE | Desclassificação sem eliminação (infração a um item do regulamento da prova – Did Not End) |  |  |     |                  |